# Porta Quirinalis
Die Porta Quirinalis war ein antikes Stadttor der Servianischen Mauer in Rom.
Das Tor wird in der antiken Überlieferung nur einmal bei Sextus Pompeius Festus genannt und stand demnach auf dem Quirinal, ganz in der Nähe des Tempels des Quirinus.  Das Tor lag vermutlich gleich nördlich des Tempels, da dort eine Straße, deren Verlauf in etwa die heutige Via delle Quattro Fontane aufnimmt, die Stadtmauer durchschnitt. Reste des Tores sind nicht erhalten.